# Novičok
Novičok (rusko Новичо́к: začetnik, zelenec) je ime skupine živčnih strupov, ki so jih razvili v Sovjetski zvezi in Rusiji med letoma 1971 in 1993. Po trditvah ruskih znanstvenikov, ki so te živčne strupe razvili, so nekatere različice petkrat do osemkrat smrtonosnejše od bojnega strupa VX in do desetkrat bolj kot soman.
Razvili so jih v okviru sovjetskega razvojnega programa Foliant. Za pet različic novičoka se meni, da so bile prilagojene za uporabo v vojaške namene. Najbolj vsestranski je A-232 (novičok-5). Snovi novičok doslej še niso uporabili na bojišču. Britanska vlada je ugotovila, da sta bila z novičokom marca 2018 zastrupljena Sergej in Julija Skripal v Salisburyju v Angliji. To so po podatkih Organizacije za prepoved kemičnega orožja soglasno potrdili štirje laboratoriji po vsem svetu. Novičok je bil vpleten tudi v zastrupitev angleškega para v Amesburyju štiri mesece pozneje, verjetno z ostanki strupa, ki je bil uporabljen za napad v Salisburyju. Zaradi napadov je umrla ena oseba, tri druge so se znašle v kritičnem stanju, ki pa so ga preživele, en policist je bil za krajši čas hospitaliziran. Rusija zanika, da bi raziskovala ali proizvajala sredstva »pod imenom novičok«.

## Cilji razvoja
Bojne strupe novičok so razvili s štirimi cilji pred očmi:
- Natova oprema za odkrivanje kemičnih sredstev (ki so predstavljala standard v sedemdesetih in osemdesetih letih) naj teh sredstev ne bi bila sposobna odkriti,
- Natova oprema za zaščito proti kemičnim strupom naj naj ne bi bila sposobna ščititi pred njimi,
- z novimi snovmi naj bi bilo varneje ravnati,
- prekurzorji teh snovi so na seznamu Konvencije o kemičnem orožju, novo razvita sredstva bi se temu izognila.[16]

Nekatera od teh sredstev so dvokomponentna; dve predhodni sestavini (prekurzorja) se zmešata in tvorita aktivno sredstvo tik pred njegovo uporabo. Prekurzorji so na splošno precej manj nevarni kot končni strupi, tako da ta pristop omogoča veliko preprostejše ravnanje in varnejši prevoz. Prekurzorje je poleg tega običajno veliko lažje stabilizirati kot same strupe, zato se s tem podaljšuje rok uporabnosti sredstev. Slaba stran pri tem je, da lahko neskrbna priprava vodi do strupa, ki ni optimalen. V osemdesetih in devetdesetih letih so razvili dvokomponentne različice več sovjetskih agentov, ki so jih vodili pod imenom »novičok«.  Na program Foliant so morda vplivali podatki o tajnem ameriškem živčnem bojnem sredstvu z imenom »GJ«, ki ga je Sovjetski zvezi podtaknil dvojni agent v okviru Operacije Shocker.

## Razkritje
Po informacijah dveh ruskih kemikov, Leva Fjodorova in Vila Mirzajanova, v tedniku Moskovskije Novosti leta 1992 je Sovjetska zveza oziroma Rusija med v sedemdesetimi leti in začetkom devetdesetih let 20. stoletja razvila izredno močno kemijsko orožje četrte generacije. Članek je izšel na predvečer ruskega podpisa Konvencije o kemičnem orožju. Po mnenju Mirzajanova je Ruski vojaški kemični kompleks denar, ki ga je Zahod dal za izgradnjo centra za odstranjevanje kemičnih bojnih strupov, uporabil za gradnjo obrata za njihovo proizvodnjo. Mirzajanov je informacije objavil zaradi zaskrbljenosti v zvezi z okoljem. Bil je vodja protiobveščevalnega oddelka in je opravljal meritve zunaj objektov za kemično orožje z namenom, prepričati se, da tuji vohuni ne bodo odkrili sledov proizvodnje. Zaprepaden je ugotovil, da je raven smrtonosnih snovi osemdesetkrat večja od najvišje varne koncentracije.
Odgovorni v Ruskem vojaškem kemičnem kompleksu so priznali obstoj strupov novičok. Pričevanja treh znanstvenikov izvedencev, pripravljena za KGB potrjujejo, da so se novičok in sorodne kemične snovi resnično proizvajali in da je zato Mirzajanov z obvestilom javnosti storil veleizdajo.
Mirzajanova so aretirali  22. oktobra 1992 in ga zaradi izdaje državnih skrivnosti zaprli. Kasneje je prišel na prostost, ker »v članku v časopisu Moskovskije novosti ni bilo ne formul ne imen strupenih snovi, ki jih sovjetski tisk ne bi že poznal in članek tudi ni objavil testnih lokacij«. Kot pravi Jevgenija Albac, je prava državna skrivnost, ki sta jo Fjodorov in Mirzajanov izdala, to, da so generali lagali in ti še vedno lažejo, tako mednarodni javnosti kot svojim sodržavljanom. Mirzajanov sedaj živi v ZDA.
V začetku leta 1994 je prišlo do naslednjega razkritja, ko je Vladimir Uglev, eden vodilnih ruskih znanstvenikov na področju večkomponentnega kemičnega orožja, v intervjuju z revijo Novoje Vremja razkril obstoj snovi A-232 (novičok 5). V intervjuju za The Washington Post je kemik izjavil, da je sodeloval pri razvoju proti zmrzali odporne snovi A-232, in potrdil, da so razvili dvokomponentno različico tega strupa. Uglev je ob zastrupitvi Skripalovih leta 2018 zatrdil, da so med razvojnim projektom Foliant sintetizirali več sto spojin, vendar so za orožje namenili samo štiri (sklepati je, da gre za novičok 5, 7, 8 in 9, ki jih omenjajo drugi viri), da so prvi trije bili v tekoči obliki in da je šele zadnjega od njih, ki so ga razvili šele 1980, bilo mogoče izdelovati kot prah. Drugače kot v pogovoru pred dvajset leti, je zanikal, da bi jim uspelo razviti dvokomponentna sredstva, to je vsaj do leta 1994, ko se je njegovo sodelovanje v razvoju končalo.
V devetdesetih letih je neznani ruski znanstvenik nemški zvezni obveščevalni službi (BND) izročil vzorec snovi novičok, ki so ga po poročilu Reutersa iz leta 2018 analizirali na Švedskem. Kemično formulo so posredovali zahodnim državam v NATO, ki so majhne količine snovi uporabile za testiranje zaščitne in testne opreme in za razvoj protisredstev.
Novičok so navedli v leta 2008 prijavljenem patentu za zdravljenje zastrupitev z organofosfornimi snovmi. Raziskave na Univerzi Marylanda v Baltimoreu so delno financirale vojaške sile ZDA.
Leonid Rink, ki je po lastnih besedah za svoj doktorat raziskoval snovi novičok, je potrdil pravilnost struktur, ki jih je objavil Mirzajanov. Leonid Rink sam je bil v Rusiji leta 1994 obsojen zaradi ilegalne prodaje agenta.

## Razvojni in testni centri
Kot je izjavila Stephanie Fitzpatrick, ameriška geopolitična svetovalka, naj bi Institut za kemilni razvoj v Nukusu, sovjetski Uzbekistan, proizvajal sredstva Novičok. The New York Times je objavil izjavo uradnikov ZDA, da gre pri ustanovi za večje razvojno in testno središče sredstev Novičok. Majhne, preizkusne količine orožja naj bi preizkušali na bližnji Ustjurtski planoti. Fitzpatrick tudi piše, da so agente mogoče testirali tudi v raziskovalnem centru v Krasnoarmejskem v bližini Moskve. Prekurzorje so proizvajali v tovarni kemikalij v Pavlodaru v sovjetskem Kazahstanu. Na tem mestu so prvotno tudi načrtovali proizvodnjo orožja na osnovi Novičok, vendar so zgradbo za proizvodnjo bojnih strupov, ki je bila še v gradnji, porušili leta 1987 zaradi bližnjega  Sporazuma o kemičnem orožju (1990) in Konvencije o kemičnem orožju.
Od razglasitve neodvisnosti leta 1991 je Uzbekistan sodeloval z vlado ZDA pri razgradnji in dekontaminaciji mest, kjer so se agenti Novičok in druga kemična orožja proizvajali in testirali. Med 1999 in 2002 je Obrambno ministrstvo ZDA v sklopu $6 milijonskega programa za kooperativno zmanjšanje ogroženosti razgradilo večji razvojni in testni center za Novičok v Nukusu.
Hamish de Bretton-Gordon, britanski strokovnjak za kemična orožja in nekdanji vodilni oficir UK in NATO na področju kemičnih, bioloških in jedrskih bojnih sredstev, je "zavrnil" trditve, po katerih naj bi Novičok agente našli ne samo v Sovjetski zvezi, temveč tudi drugod, kot recimo v Uzbekistanu. Pravi, da so te snovi proizvajali samo v kraju Šihani v Saratovskem okrožju v Rusiji. Mirzajanov tudi trdi, da je Šihani kraj, kjer je leta 1973 znanstvenik Peter Petrovič Kirpičev kot prvi ustvaril agente Novičok, Vladimir Uglev pa se mu je pridružil pri projektu leta 1975.  Po Mirzajanovu je Šihani bil kraj, kjer je tekla proizvodnja, orožje pa se je testiralo v Nukusu, med letoma 1986 in 1989.
Po zastrupitvi Skripalovih je nekdanji vodja varnostne službe GosNIIOKhT Nikolaj Volodin v intervjuju za publikacijo Novaja Gazeta potrdil, da so testi potekali v Nukusu testi in dejal, da so za teste bili uporabljeni psi.
Maja 2018 je časopis Irish Independent poročal, da " nemška zvezna obveščevalna služba ima v rokah živčni strup Novičok, ki ga je razvila Sovjetska zveza v devetdesetih letih, in da je po nemških virih o tem obvestila zaveznike, med drugim Britanijo in ZDA."  Vzorec so analizirali na  Švedskem. Majhne količina živčnega strupa Novičok so nato nekatere države NATO proizvedle za testne namene.

## Opis agentov Novičok
Mirzajanov je kot prvi opisal strukturo teh snovi. Dispergirane v ultra finem prahu namesto v plinu ali parah imajo edinstvene lastnosti. V naslednjem koraku je bil ustvarjen binarni agent, ki naj bi imel iste lastnosti, vendar bi ga bilo mogoče izdelati z uporabo snovi, ki niso nadzorovane v okviru CWC. ali ki jih nadzornim obiskom v okviru sporazuma ne bi uspelo zaznati. Najmočnejši spojini iz te družine, Novičok-5 in Novičok-7, naj bi bili pet do osemkrat močnejši od  VX.  Oznako "Novičok" nosi binarna različica sredstva, končna spojina pa se navaja s kodo (npr. A-232). Prva spojina serije Novičok je bila dejansko binarna oblika VR, znanega živčnega strupa iz serije V, kasnejši agenti Novičok pa so binarne oblike spojin kot sta A-232 in A-234.
Po javnosti nedostopnemu poročilu ameriške vojaške obveščevalne službe z dne 24. januarja 1997 sta A-232 in njegov etilni analog A-234, razvita v okviru programa Foliant, "tako strupena kot VX, tako odporna proti zdravljenju kot soman, pri tem pa ju je težje zaznati in lažje proizvajati kot VX ". Binarni različici naj bi po poročilu uporabljali acetonitril in organski fosfat, "ki ju je mogoče prikriti kot prekurzorja pesticidov."
Mirzajanov v svoji avtobiografiji navaja nekoliko drugačne strukture, kot so jih ugotovili zahodni strokovnjaki. Razkriva, da so ustvarili številne spojine in da so v javno dostopni literature objavljeni številni manj učinkoviti derivati kot novi organofosfatni insekticidi, tako da bi tajni razvoj kemičnega orožja lahko prikrili kot legitimne raziskave na področju pesticidov. Spojina A-234 naj bi bila pet do osemkrat močnejša od VX.
Agente naj bi bilo možno uporabiti kot tekočino, aerosol ali plin v različnih sistemih, kot so topniške granate, bombe, izstrelki in škropilne naprave.

### Kemija
Kot pravi strokovnjak za kemijska orožja Jonathan Tucker, so prvo binarno recepturo okviru programa Foliant uporabili za izdelavo snovi 33 (VR), ki je zelo podobna bolj splošno znani VX; razlikujeta se samo v alkilnih priponah na atome dušika in kisika. "To orožje je dobilo kodno ime Novičok."
Poročali so številnih možnostih za strukture. V prvi vrsti gre za klasično organofosforno jedro  (včasih se P=O nadomesti s P=S ali P=Se), ki se najpogosteje imenuje fosforamidat ali fosfonat, pri tem običajno fluoriran d (npr. monofluorofosfat). V organskih skupinah je videti več raznolikosti, pri tem je najpogostejši substitut fosgen oksim in njegovi analogi. Že sam po sebi je močno kemično orožje, ki samo še pojača delovanje sredstva Novičok. Mnogi so mnenja, da strukture iz te skupine vsebujejo tudi motive za križne povezave, ki se lahko kovalentno vežejo na aktivno mesto acetilholinesteraznega encima na več točkah, kar morda pojasni značilno hitrost, s katero Novičok encim onemogoči.
Zoran Radić, kemik na Kalifornijski univerzi v San Diegu, je in silico proučeval vezavo Mirzajanovih različic strukture A-232 na aktivno mesto acetilholinesteraze. Model je napovedal tesno prileganje z visoko vezavno afiniteto in nastanek kovalentne vezi s serinom v aktivnem mestu, kar spominja na že znane živčne strupe, kot sta sarin in soman.

## Življenjska doba
Po mnenju Vladimirja Ugljova, ki je delal na razvoju Novičoka, gre za zelo stabilne spojine z nizko hitrostjo izhlapevanja, ki zaradi tega lahko ostanejo nevarne še leta dolgo. Opravljene raziskave ne zadoščajo, da bi v celoti razumeli njih obstojnost v različnih razmerah v okolju.

## Učinki
Živčni bojni strupi vrste Novičok spadajo v razred organofosfatnih inhibitorjev acetilholin-esteraze. Te kemične spojine zavirajo acetilholin-esterazo, kar preprečuje normalno razgradnjo nevrotransmiterja acetilholina. Koncentracije acetilholina se zaradi tega na stikih med nevroni in mišicami porastejo, kar povzroči nehoteno krčenje vseh skeletnih mišic (holinergična kriza). Posledica je zastoj dihal in srca (saj srce in mišice v preponi prizadete osebe ne delujejo več normalno) in nazadnje smrt zaradi odpovedi srca ali zadušitve, ko tekoči izločki zapolnijo pljuča.
Uporaba hitro delujoče periferne antiholinergične droge, kot je atropin, lahko blokira receptorje, na katere acetilholin deluje, kar zastrupljenje prepreči  (kot pri zastrupitvah z drugimi zaviralci acetilholin-esteraze). Atropin pa je težko dajati varno, ker je učinkovita doza atropina pri zastrupitvah z živčnimi snovmi blizu odmerku, pri katerem bolniki utrpijo hude neželene učinke, kot so spremembe srčnega utripa in zgoščevanje bronhialnih izločkov, ki ob zastrupitvi z živčnimi strupi polnijo pljuča. Tako je poleg uporabe atropina kot proti-sredstva morda potrebno odsesavanje teh izločkov ter druge napredne tehnike za podporo življenja
Zastrupitve z živčnimi snovmi se najpogosteje zdravi z atropinom skupaj s Hagedorn oksimom, kot sta pralidoksim, obidoksim, TMB-4 ali pa HI-6, ki ponovno aktivira acetilholin-esterazo, ki jo je fosforilacija z organofosfornim živčnim sredstvom onemogočila, in razbremeni paralizo dihalnih mišic, ki jo nekateri živčni dejavniki povzročijo. Pralidoksim ni učinkovit pri reaktivaciji acetilholin-esteraze, ki jo inhibirajo nekateri starejši živčni dejavniki, kot so soman ali v literaturi opisane spojine tipa Novičok, ki so do osemkrat bolj strupene kot živčni strup VX. Kot je pri drugih zastrupitvah z organofosfati, lahko snovi tipa Novičok po mnenju ruskih znanstvenikov povzročijo trajno poškodujejo živce in s tem trajno onesposobijo žrtev.  Primer za njihov učinek na človeka je nenamerna izpostavljenost Andreja Železnjakova, enega od znanstvenikov, ki so sodelovali pri njihovem razvoju, ko je v moskovskem laboratoriju v maju 1987 prišel nehote v stik z rezidui nedoločenega agenta Novičok. Bil je kritično prizadet in deset dni po nezgodi v nezavesti. Izgubil je zmožnost za hojo in se tri mesece zdravil v tajni kliniki v Leningradu. Agent je povzročil trajno škodo, z učinki, kot so "kronična šibkost v rokah, toksični hepatitis, ki je povzročil cirozo jeter, epilepsija, periode hude depresije in nezmožnost brati ali se koncentrirati,biti kot popoln invalid nezmožen delati." Nikoli se ni opomogel, zdravje se mu je slabšalo pet let dolgo, vse do smrti julija 1992.
Vojska ZDA je financirala študije uporabe galantamina skupaj z atropinom pri zdravljenju številnih živčnih dejavnikov, med drugimi somana in agentov Novičok. Odkrili so nepričakovano sinergijo med galantaminom (odmerjenim pet ur pred do trideset minut po izpostavitvi) in atropinom v odmerku 6 mg / kg ali več. Povečanje odmerka galantamina od 5 na 8 mg / kg je zmanjšalo odmerek atropina, ki je bil potreben za zaščito poskusnih živali pred strupenostjo somana v odmerkih 50 % nad LD50 (letalni odmerek pri polovici živalih, ki so jih preučevali). Za obstojnost Novičoka in binarnih prekurzorskih sestavin v okolju obstajajo različne trditve. Eno od mnenj je, da običajne vremenske razmere na obstojnost ne vplivajo in da se te snovi ne razkrojijo tako hitro kot drugi organofosfati. Mirzajanov pa trdi, da se Novičok razgradi v štirih mesecih.

## Uporaba

### Zastrupitev Ivana Kivelidija in Zare Ismailove
S prekurzorjem novičoka, »snovjo 33« (pogosto enostavno imenovanim »novičok«) naj bi leta 1995 zastrupili ruskega bančnika Ivana Kivelidija, predstojnika ruske okrogle mize podjetnikov, ki je bil v tesnih stikih s tedanjim ruskim premierom Viktorjem Černomirdinom, in Zaro Ismailovo, njegovo tajnico. Z rusko opozicijo povezana zgodovinarja Jurij Felšinski in Vladimir Pribilovski sta izrazila mnenje, da je umor "eden od prvih v seriji zastrupitev, ki so jih organizirale ruske varnostne službe". Rusko ministrstvo za notranje zadeve je analiziralo vsebino in napovedalo, da gre za "živčni strup, ki temelji na fosforju","s formulo, ki je "strogo tajna". Po Nesterovu, direktorju Šikanija, ni bilo nobenega "primera, da bi se strup te vrste prodajal nezakonito", in pri tem dodal, da strup "uporabljajo profesionalni vohuni".
Vladimirja Kutsišvilija, nekdanjega poslovnega partnerja bančnika, so kasneje obsodili zaradi umorov Kot pravi The Independent  "... je v zaprtem sojenju bilo ugotovljeno, da je njegov poslovni partner snov dobil od posrednikov, katerih delodajalec je bil Državni raziskovalni inštitut za organsko kemijo in tehnologijo (ru) (GosNIIOKhT),  ki je sodeloval pri razvoju novičoka. Kutsišvili je vztrajal, da je nedolžen in je med sodno obravnavo ostal na prostosti in potem zapustil državo. Aretirali so ga šele leta 2006, ko se je vrnil v Rusijo, misleč, da je po desetih letih sodni spis zaprt. Felštinski in Pribilovski trdita, da je bil Kutsišvili žrtveno jagnje za ruske varnostne službe, ki so imele dostop do kemičnega strupa in so ga uporabile za umor, ki ga je ukazal višji ruski državni uradnik.
Leonid Rink, uslužbenec podjetja GosNIIOKhT, je kmalu po zastrupitvi Kivelidija in Izmailove bil obsojen na enoletno pogojno kazen za prodajo snovi novičok neimenovanim kupcem "čečenske narodnosti".

### Zastrupitev Sergeja in Julije Skripal
12. marca 2018 je vlada Združenega kraljestva obvestila javnost, da je v angleškem mestu Salisbury 4. marca 2018 bojni strup Novičok bil uporabljen v poskusu umora bivšega uslužbenca GRU Sergeja Skripala in njegove hčerke Julije.  Britanska premierka Theresa May je v britanskem parlamentu dala naslednjo izjavo: "Ali gre za neposredno akcijo ruske države proti naši državi, ali pa je ruska vlada izgubila nadzor nad svojim potencialno katastrofalno škodljivim živčnim agentom in dopustila, da pride v roke drugim."" 14. marca 2018 je Združeno kraljestvo odslovilo 23 ruskih diplomatov, potem ko se ruska vlada ni strinjala z zahtevo Združenega kraljestva, da do 13. marca 2018 opolnoči pojasni uporabo snovi. Po napadu so preverili 21 članov službe za ukrepe ob izrednih dogodkih in javnosti glede možne izpostavljenosti, od njih so bili trije hospitalizirani. Po 12. marcu je bil en policist zadržan na zdravljenju. Petsto ljudem javnosti so svetovali, da dekontaminirajo svojo lastnino, da ne bi prišlo do morebitne dolgoročne izpostavljenosti, in 180 vojakov in 18 vozil je pomagalo pri dekontaminaciji v Salisburyju in okoli mesta. Do 38 oseb v Salisburyju je bilo prizadetih, pri tem se ne ve, kako resno. Med svojim nastopom pred Varnostnim svetom ZN je ruski odposlanec pri Združenih narodih Vasilij Nebenzia zanikal britanske obtožbe, da je Rusija kdaj izdelala ali raziskala tovrstne strupe, in zatrdil: "Znanstvenih raziskav ali razvoja pod naslovom Novičok ni bilo."
Daniel Gerstein, nekdanji višji uradnik ministrstva za varnost domovine ZDA, je dejal, da so v Združenem kraljestvu mogoče že uporabili živčne strupe Novičok za napade na cilje Kremlja, vendar napadov niso odkrili: "Popolnoma verjetno je, da smo nekoga videli shirati, ne da bi vedeli, kaj je vzrok. V tem primeru vemo za vzrok, potem ko smo ju našli, oba neodzivna, na klopi v parku. Ko bi odmerek bil višji, bi lahko umrla, in lahko bi bilo misliti, da gre za naravno smrt."
20. marca 2018 je generalni direktor Organizacije za prepoved kemičnega orožja Ahmet Üzümcü (OPCW) dejal, da so za dokončno analizo vzorcev, vzetih ob zastrupitvi Skripalov, potrebni "dodatna dva ali trije tedni".
3. aprila 2018 je Laboratorij za obrambno znanost in tehnologijo sporočil, da je "povsem prepričan", da gre za Novičok, čeprav še vedno niso vedeli "natančnega vira" snovi. Strokovnjaki so dejali, da njihove ugotovitve ne zanikajo sklepov vlade Združenega kraljestva: "Te informacije smo posredovali vladi, ki je nato uporabila številne druge vire za svoje zaključke."
12. aprila 2018 je OPCW objavil, da se rezultati njihovih preiskav skladajo s sklepi Združenega kraljestva o identiteti uporabljene kemikalije.

### Zastrupitev Charlieja Rowleya and Dawn Sturgess
30. junija 2018 so našli Charlieja Rowleya in Dawn Sturgess nezavestna v hiši, v mestu Amesbury v Wiltshiru, okoli dvanajst kilometrov daleč od mesta, kjer je v Salisburyju prišlo do zastrupitve. 4. julija 2018 je policija izjavila, da sta se žrtvi zastrupili z istim živčnim strupom kot nekdanji ruski vohun Sergej Skripal.
Dawn Sturgess je 8. julija 2018 umrla za posledicami zastrupitve. Rowley se je zbudil iz nezavesti in okreval v bolnišnici.  Svojemu bratu je povedal, da je bil strup v majhnem vsebniku, podobnem steklenički za dišave, ki sta ga našla v parku ter se devet dni kasneje z vsebino popršila. Policija je kasneje zaprla in temeljito preiskala park Queen Elizabeth Gardens v Salisburyju.